# جيمس أتكينز (لاعب كرة قاعدة)
جيمس أتكينز (بالإنجليزية: James Atkins) هو لاعب كرة قاعدة أمريكي، ولد في 10 مارس 1921 في برمنغهام في الولايات المتحدة، وتوفي في 28 فبراير 2009 في هينسفيل في الولايات المتحدة.

## وصلات خارجية
- جيمس أتكينز على موقعبيزبول رفرنس.كوم (الدوري الرئيسي) (الإنجليزية)
- جيمس أتكينز على موقعبيزبول رفرنس.كوم (الدوري الثانوي) (الإنجليزية)
- جيمس أتكينز على موقع مشجعي الرسوم البيانية (الإنجليزية)